# Jan Kaftan

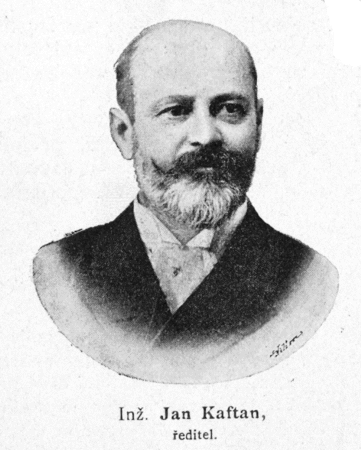
Jan Kaftan (1896)

Jan Kaftan (* 11. September 1841 in Prag; † 22. April 1909 ebenda) war ein tschechischer Politiker und Techniker. Er war Abgeordneter zum Österreichischen Abgeordnetenhaus und Abgeordneter zum Böhmischen Landtag für die Jungtschechen.

## Leben
Jan Kaftan wurde als Sohn eines Schneidermeisters in Prag geboren. Er absolvierte 1863 die technische Hochschule Prag und trat 1865 als technischer Beamter in den Dienst der Böhmischen Westbahn. 1867 arbeitete er als Trassierungsingenieur der Österreichischen Nordwestbahn bei der Trassierung der Strecke Jungbunzlau–Kolin–Znaim. Zwischen 1869 und 1870 war Kaftan als Sektions-Ingenieur beim Bau der Bahnlinie Chrudim–Hlinsko beschäftigt, danach war er von 1871 bis 1877 als Oberingenieur und Bevollmächtigter der Generalunternehmung mit der Leitung des Baus der Prag–Duxer und der Rakonitz–Protiviner Bahn beauftragt. In der Folge wurde er auch Zivil-Ingenieur. Er war Baubevollmächtigter der General-Bauunternehmung der Österreichischen Lokal-Eisenbahn-Gesellschaft und am Bau zahlreicher Lokalbahnen in Böhmen und Mähren beteiligt. Insbesondere arbeitete er an der sogenannten „böhmischen Semmeringbahn“ Klostergrab-Mulde über das Erzgebirge mit. Zudem leitete er den Bau zahlreicher Brücken-, Tunnel-, Wasser- und Kanalbauten in Böhmen und Mähren. Zu seinen Interessen gehörten neben dem Eisenbahnbau vor allem Kanalisierungen und Flussregulierungen, für deren Studien er auch langfristige Auslandsreisen auf sich nahm. In Vorträgen 1878 in Prag regte er die notwendigen Sanierungsarbeiten und Investitionen in die Kanalisierung und Wasserversorgung Prags an, 180 verfasste er zudem ein Werk über die systematische Reinigung und Entwässerung von Städten, für das er Anerkennung durch den Herzog von Bayern, durch das deutsche Reichsgesundheitsamt und durch das österreichische Ministerium des Inneren erfuhr. 1886 verfasste Kaftan eine Projektstudie für den Hochwasserschutz Prags sowie den Ausbau des Prager Hafens und die Schiffbarmachung der Moldau in das Innere Prags. Der Regierung diente die Studie als Grundlage für die Ausarbeitung von Detailplänen. 1891 legte er zusammen mit dem Berliner Baurat Hobrecht eine Projektstudie für die Kanalisierung Prags vor, die in der Folge vom Prager Stadtrat in Angriff genommen wurde.
Kaftan war Mitglied des Staatseisenbahn-Rates und des Wasser-Straßen-Beirats sowie Mitglied der Staatsprüfungs-Kommission für Bauingenieur und Kulturtechnik und Mitglied des Staatsschulden-Kontroll-Kommission. Des Weiteren wirkte er als Vizepräsident der Ingenieurkammer. Er wurde 1889 in den Böhmischen Landtag gewählt, wo er als Mitglied des Budgetausschusses und Referent für Wasserbauten wirkte. 1891 folgte seine Wahl in das Abgeordnetenhaus des Reichsrats durch den Prager Wahlbezirk Kleinseite-Hradschin. Nach der Einführung der Reichsratswahlordnung 1907 hatte er das Mandat im Wahlbezirk Böhmen 5 (Prag) inne. Zudem war er zeitweise auch Stadtverordneter von Prag.
Kaftan starb 1909 nach mehrwöchigem Nierenleiden in seiner Wohnung im Haus „Bellevue“ am Prager Franzens-Kai. Sein Begräbnis fand am 25. April 1909 in Prag statt.

## Auszeichnungen
- Dr. techn. h. c. der Technischen Hochschule in Prag (1906)
- Ehrenbürger von elf Städten in Böhmen
- Orden der Eisernen Krone, 3. Klasse
- Komtur des Franz-Joseph-Orden

## Schriften
- Die systematische Reinigung und Entwässerung der Städte, 1880
- Gegenwärtiger Stand des Donau-Moldau-Elbe-Kanal-Projekts. In: Verbandsschriften des dt.-österr.-ung. Verbandes für Binnenschiffahrt, Nr. 12, 1897
- Die Wasserstraße Wien-Korneuburg-Budweis, 1903